# Paleotempestologia
La Paleotempestologia è lo studio dell'attività passata dei cicloni tropicali, attraverso la ricerca e l'analisi di dati geologici o anche registri storici. Il termine è stato coniato da Kerry Emanuel, meteorologo del MIT di Boston.

## Metodi

### Classificazione dei sedimenti
Molti dati sulle attività climatiche del passato sono custoditi nei sedimenti delle zone lacustri o paludose, nei microfossili (foraminiferi, pollini, diatomee, dinoflagellati, fitoliti) contenuti nei depositi costieri, in strutture sedimentarie generate dal moto ondoso, in depositi (chiamati tempestiti) marini o lagunari, nei coralli, nelle conchiglie, nelle creste di sabbia dei litorali.
Il metodo che utilizza i depositi conservati in laghi costieri e dei sedimenti delle paludi è stato adottato dai primi studi sugli paleotsunami: le tempeste e gli tsunami lasciano depositi sedimentari molto simili (se non identici) e la distinzione tra i due può essere difficile. I primi studi per esaminare tracce preistoriche di cicloni tropicali iniziarono in Australia e nel Sud Pacifico tra la fine degli anni '70 e l'inizio degli anni '80. Questi studi hanno esaminato le creste di ghiaia, sabbia, coralli e conchiglie parallele alle coste marine. Almeno 50 creste analizzate si possono essere depositate a causa di un forte ciclone tropicale nel corso degli ultimi 6.000 anni. Gli tsunami non sono noti per depositare più creste sedimentarie e pertanto queste strutture possono essere attribuite ad una tempesta.
Ulteriori analisi sedimentarie costiere sono state effettuate nel Golfo del Messico, lungo la costa atlantica, dalla Carolina del Sud fino al New Jersey e il New England, e nel Mar dei Caraibi. Inoltre, si sono fatti studi sui cicloni tropicali preistorici che hanno colpito l'Australia e il Mar cinese meridionale.

### Indicatori nei coralli
Le rocce contengono alcuni isotopi di elementi, conosciuti come traccianti naturali, che descrivono le condizioni sotto le quali essi si formano. Dallo studio del carbonato di calcio nelle rocce coralline, possono essere rivelati passati cambiamenti della temperatura del mare e uragani. Il più leggero isotopo è quello dell'ossigeno (18O) che viene accumulato dal corallo durante i periodi di forti precipitazioni. Dal momento che gli uragani sono la principale causa di piogge estreme negli oceani tropicali, essi possono essere datati nel momento del loro impatto sui coralli guardando l'aumento della concentrazione dell'isotopo 18O.

### Speleologia ed anelli degli alberi
Gli studi sugli isotopi e sugli anelli degli alberi offrono un mezzo attraverso il quale si possono raggiungere precisioni più elevate sulla cronologia a lungo termine dei cicloni tropicali; a differenza degli isotopi, i depositi sedimentari sono troppo grossolani nella loro risoluzione per registrare le attività quasi-cicliche di decadi o secoli. Queste testimonianze ad alta precisione, pertanto, offrono uno strumento per l'eventuale differenziazione tra la variabilità naturale dei cicloni tropicali e gli effetti antropici sul cambiamento climatico globale. Recenti studi su stalagmiti in Belize mostrano che gli eventi possono essere determinati su scale di settimane.

### Fonti storiche
Prima dell'invenzione del telegrafo verso la metà del XIX secolo, le notizie viaggiavano veloci come i più veloci cavalli o navi; normalmente, dunque, non c'erano anticipazioni sull'allarme di un ciclone tropicale in arrivo. Comunque, la situazione cambiò nel XIX secolo, quando esploratori e ricercatori terrestri, come Padre Viñes a Cuba, si avvicinarono con metodi sistematici allo studio dell'aspetto del cielo o dello stato del mare, attraverso i quali si poteva prevedere un ciclone tropicale fino ad un paio di giorni in anticipo. Attraverso le registrazioni storiche dei fenomeni atmosferici è possibile dunque ricostruire il clima di un determinato periodo; Michael Chenoweth, ad esempio, ha usato i giornali del XVIII secolo per ricostruire il clima della Giamaica. In Cina, l'abbondanza di questo tipo di documenti (sotto forma di Fang Zhi, gazzette semiufficiali)  offre una straordinaria opportunità per fornire una serie di dati ad alta risoluzione temporale sulla frequenza dei tifoni.